# Макатуха Василь Іванович
Василь Іванович Макату́ха (18 серпня 1922, Китайгород — 11 січня 2006, Донецьк) — український художник; член Спілки радянських художників України з 1959 року.

## Біографія
Народився 18 серпня 1922 року в містечку Китайгороді (нині село Дніпровського району Дніпропетровської області, Україна). 1947 року закінчив Дніпропетровське художнє училище; у 1954 році — Київський художній інститут, де навчався у Олексія Шовкуненка, Георгія Меліхова, Михайла Іванова, Віктора Пузиркова.
Після здобуття фахової освіти працював у Донецьку у товаристві художників, художньому фонді. Член КПРС з 1959 року. Протягом 1959—1970-х років очолював Донецьке відділення Спілки художників України. Мешкав у Донецьку в будинку на вулиці Коксохімічній, № 6, квартира № 15. Помер у Донецьку 11 січня 2006 року.

## Творчість
Працював у галузях станкового живопису і станкової графіки. У реалістичному стилі створював олійні та акварельні пейзажі, натюрморти, портрети. Серед робіт:
живопис
- «Старий велосипед» (1950);
- «Останнє попередження» (1954);
- «Портрет шахтаря Г. П. Французова» (1957);
- «За селом» (1957);
- «Вечір» (1959);
- «Полудень» (1959);
- «Рання весна» (1960);
- «Опівдні» (1961);
- «Колгоспна череда» (1961);
- «Після зміни» (1963—1967);
- «Подвір'я восени» (1964);
- «Натюрморт із гарбузами» (1965);
- «Весна в Донецьку» (1965);
- «Шахтарі Донбасу» (1966);
- «Відпочинок шахтарів» (1968);
- «Земля кличе» (1968—1969);
- «Обпалена земля» (1969);
- «Автопортрет» (1970-ті);
- «У парку» (1970-ті);
- «Земля обпалена» (1970);
- «Мати-Батьківщина кличе» (1972);
- «Смерть трактористки» (1975);
- «Букет із флоксами» (1976);
- «Флокси» (1981);
- «Зимове місто» (1987);

графіка
- «Зимовий вечір»;
- «Бузок»;
- «Свіжа риба»;
- «Автопортрет в окулярах»;
- «Любителі доміно»;
- «Біля водойми»;
- «Подвір'я» (1970);
- «Білі троянди» (1980-ті).

Брав участь у республіканських виставках з 1957 року, всесоюзних — з 1954 року. Персональна виставка відбулась у Донецьку у 1983 році.
Окремі твори художника зберігаються у Донецькому художньому музеї.